# Concerto pour deux clavecins en ut mineur (BWV 1060)
Pour un article plus général, voir Concertos pour clavecin de Bach.

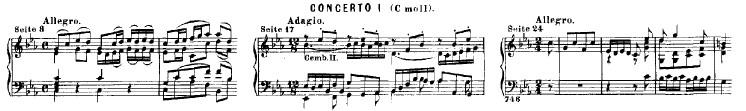
Concerto pour deux clavecins en ut mineur.

Le concerto pour deux clavecins en ut mineur, BWV 1060, est un concerto pour deux clavecins et orchestre à cordes de Johann Sebastian Bach. Il est probablement né dans la seconde moitié des années 1730 en tant qu'arrangement d'un concerto antérieur, également en ut mineur, pour hautbois et violon. Cette version originale du concerto, qui a peut-être été composée dans les années où Bach séjourne à Köthen (1717-1723) est perdue mais a été reconstruite. Les enregistrements précisent alors BWV 1060R.

## Histoire
Alors que les manuscrits existants du XVIIIe siècle présentent le concerto sous une forme pour deux clavecins et cordes, l'hypothèse selon laquelle il est à l'origine destiné au violon et au hautbois ressurgit au XIXe siècle. La date précise de ce concerto antérieur est inconnue, mais il existe depuis le début des années 1720. La version pour deux clavecins est probablement née vers 1736.

## Structure
Le concerto est écrit pour deux clavecins (cembalo concertato I et II), deux parties de violon (violon I et II), alto et basse continue. La différence de caractère des deux instruments solistes est la plus claire dans les deux allegro. Dans ces mouvements, les lignes mélodiques de la partie cembalo II sont généralement plus lyriques et moins agiles que celles de la partie cembalo I. Le mouvement médian Adagio, où les lignes mélodiques des deux instruments solistes s'imitent sans distinction de caractère, est comparée au mouvement médian du concerto pour deux violons en ré mineur, BWV 1043.
La longueur des trois mouvements oscille entre 13 et 16 minutes selon les différents enregistrements.

### Premier mouvement: Allegro
Le thème par lequel s'ouvre le premier mouvement Allegro est transformé de diverses manières, ne revenant sous sa forme originale qu'à la fin du mouvement.

### Deuxième mouvement: Adagio
Le mouvement central Adagio a une mélodie cantabile qui est traitée de manière imitative par les deux instruments solistes, accompagnés par l'orchestre à cordes. Les manuscrits du XVIIIe siècle contiennent deux versions pour l'accompagnement : dans une version les instruments à cordes jouent arco (avec des archets), dans l'autre pizzicato (sans archet).

### Troisième mouvement: Allegro
La ritornello du dernier mouvement a un thème de type « bourrée accéléré, sur lequel les épisodes pour les solistes sont également presque entièrement basés ».

## Réception
Dans sa biographie de Bach du début du XIXe siècle, Johann Nikolaus Forkel qualifie le concerto de « très ancien », ce qui signifie probablement qu'il a trouvé son style désuet. Le concerto est publié en 1848 par Friedrich Konrad Griepenkerl.
Dans la préface de 1874 de l'édition Bach Gesellschaft du concerto pour deux clavecins, Wilhelm Rust suggère que la version originale du concerto est pour deux violons. En 1886, Woldemar Voigt a écrit que l'instrument original pour la partie du deuxième clavecin est plus probablement un hautbois, et que l'original du concerto pourrait presque être identifié à un concerto perdu pour hautbois et violon mentionné dans un catalogue Breitkopf & Härtel de 1764.

### Versions reconstruites
La reconstruction de Max Schneider en concerto pour deux violons en ré mineur est jouée en 1920 au Festival Bach de Leipzig. Selon le critique Max Seiffert, il est plus logique de conserver la même tonalité que la version pour clavier, c'est-à-dire ut mineur, lors de la reconstruction du concerto pour violon et hautbois solistes.
Dans sa préface à la deuxième édition du Bach-Werke Verzeichnis, Wolfgang Schmieder a proposé en 1990 d'ajouter un « R » majuscule au numéro indicatif pour indiquer une version reconstruite d'une composition qui n'existe que dans une version ultérieure. Par conséquent, une reconstruction d'une version antérieure supposée du concerto BWV 1060 peut désormais être indiquée comme BWV 1060R.
Reconstitutions publiées :
- Max Seiffert, Konzert C moll für Violin un Oboe oder für zwei Violinen mit Klavierbegleitung von JS Bach, CF Peters, 1920, (OCLC 760029773)
- Max Schneider, JS Bach : Konzert in D moll für Violine, Oboe oder für zwei Violinen und Streichorchester aus der Fassung für zwei Klaviere und Steichorchester C moll zurückübertragen, Breitkopf & Härtel, 1924, (OCLC 22853563)
- Wilfried Fischer, Konzert für Oboe und Violine c-moll, Rekonstrunktion nach dem Konzert für zwei Cembali BWV 1060, Lost Solo Concertos in Reconstructions. Johann Sebastian Bach : New Edition of the Complete Works, Series VII : Orchestral Works, Volume 7, Bärenreiter, 1970, (ISMN 9790006462094)

### Postérité
Le mouvement lent est utilisé par Stanley Kubrick dans la bande originale de Barry Lyndon en 1975. Il s'agit de la version de Karl Richter avec Hedwig Bilgram et le Münchener Bach-Orchester enregistrée par la Warner Bros (K 56189).

### Discographie
Sur les presque quatre-vingt versions repérées depuis 1950, le concerto BWV 1060R est souvent combiné avec ceux pour violon (BWV 1041 à 1043). Si la version à deux clavecins (ou pianos modernes), est encore beaucoup jouée, celle avec hautbois et violon est plus appréciée par les interprètes actuellement (Hogwood a enregistré les deux versions sur un même disque), mais n’empêche pas quelques autres combinaisons originales : avec violon et clavecin, trompette et clavecin, ou même orgue et clavecin.
|       | année | instruments                           | solistes et orchestre | label/ref.                         | note                                                                                               |
| ----- | ----- | ------------------------------------- | --- | ---------------------------------- | -------------------------------------------------------------------------------------------------- |
| 1     | 1950  | Hautbois et violon                    | Marcel Tabuteau, Isaac Stern ; Orchestre du Festival de Prades, dir. Pablo Casals                                                      | Sony SMK 58 982                    | Prades, 6 juin 1950(OCLC 6292242 et 715560168)                                                     |
| 2     | 1956  | 2 pianos                              | Vara Appleton, Michael Field ; Castle Hill Festival Orchestra, dir. Franck Brief                                                       | CMD 318                            | (OCLC 1007437103)                                                                                  |
| 3     | 1958  | 2 clavecins                           | Thurston Dart, Denis Vaughan (en) ; Philomusica de Londres                                                                             | L'Oiseau-Lyre/Decca 50165          | (OCLC 223210262), (BNF 38625599)                                                                   |
| 4     | 1960  | 2 pianos                              | Paul Badura-Skoda, Jörg Demus ; Orchestre de l'Opéra de Vienne, dir. Kurt Redel                                                        | Westminster XWN 18926              | |
| 5     | 1960  | 2 clavecins                           | Veyron-Lacroix, Beckensteiner ; Orchestre de chambre Jean-François Paillard                                                            | Erato LDE 3124                     | (OCLC 228110040 et 1040318153)                                                                     |
| 6     | 1962  | Hautbois et violon                    | Léon Goossens, Yehudi Menuhin (et dir.) ; Bath Festival Orchestra                                                                      | EMI 2 53664 2/Testament            | (OCLC 815762600 et 164069749)                                                                      |
| 7     | 1962  | 2 clavecins                           | Gustav Leonhardt, Eduard Müller ; Leonhardt-Consort                                                                                    | Teldec 6.35049/2564 69614-4        | (OCLC 1150420329)                                                                                  |
| 8     | 1962  | Hautbois et violon                    | Edgar Shann, Kurt Büchner ; Münchener Bach-Orchester, dir. Karl Richter                                                                | Archiv 135 082/198 321             | (OCLC 314011955)                                                                                   |
| 9     | 1963  | 2 clavecins                           | Karl Richter (et dir.), Hedwig Bilgram ; Münchner Bach-Orchester                                                                       | Archiv 198 321                     | (OCLC 1271614955 et 257276363)                                                                     |
| 10    | 1963  | 2 clavecins                           | Huguette Dreyfus, Ruggero Gerlin ; Collegium Musicum de Paris, dir. Roland Douatte                                                     | Musidisc 30 RC 773                 | (OCLC 863069632)                                                                                   |
| 11    | 1967  | 2 pianos                              | Robert et Gaby Casadesus ; Orchestre de chambre de Zurich, dir. Edmond de Stoutz                                                       | CBS 61 140/Sony                    | (OCLC 1268549490)                                                                                  |
| 12    | 1970  | Hautbois et violon                    | Heinz Holliger, Arthur Grumiaux ; New Philharmonia Orchestra, dir. Edo de Waart                                                        | Philips 420 700-2                  | (OCLC 1116175862)                                                                                  |
| 13    | 1978  | 2 clavecins                           | Huguette Dreyfus, Luciano Sgrizzi ; Ensemble baroque de Dromingholm                                                                    | Erato/Warner WPCS-16148/50         | (OCLC 873082796)                                                                                   |
| 14    | 1979  | 2 clavecins                           | Huguette Dreyfus, Ruggero Gerlin ; Orchestre de la radio de Lugano, dir. Bruno Amaducci                                                | Erato                              | |
| 15    | 1982  | Hautbois et violon                    | Kilmer, Pinchas Zukerman (et dir.) ; Saint Paul Chamber Orchestra                                                                      | CBS MK67278                        | |
| 16    | 1982  | Hautbois et violon                    | Heinz Holliger (et dir.), Gidon Kremer ; Academy of St Martin in the Fields                                                            | Philips 411 4660-2                 | (OCLC 1053083426) Avec Vivaldi, Concerto (due cori), RV 582 et Concerto hautbois et violon RV 576. |
| 17    | 1982  | Hautbois et violon                    | Ray Still (en), Itzhak Perlman (et dir.) ; Orchestre philharmonique d'Israël                                                           | EMI 5 626002 2                     | (OCLC 693465893)                                                                                   |
| 18    | 1983  | Hautbois et violon                    | Robin Miller, Oscar Shumsky ; Scottish Chamber Orchestra                                                                               | Nimbus NI 7031                     | (OCLC 811459571)                                                                                   |
| 19    | 1984  | Hautbois et violon                    | David Reichenberg (en), Simon Standage ; The English Concert, dir. Trevor Pinnock                                                      | Archiv 473 731-2                   | (OCLC 1011429257)                                                                                  |
| 20    | 1985  | Hautbois et violon                    | Christoph Eschenbach, Justus Frantz ; Orchestre Philharmonique de Hambourg                                                             | DG 415 655-2                       | |
| 21    | 1985  | Hautbois et violon                    | Douglas Boyd, Salvatore Accardo (et dir.) ; Orchestre de chambre d'Europe                                                              | Philips 416 414-1                  | |
| 22/23 | 1987  | Hautbois et violon (a)2 clavecins (b) | Stephen Hammer, Catherine MacKintoschChristophe Rousset, Christopher Hogwood (et dir.) ; Academy of Ancient Music                      | L'Oiseau Lyre/Decca 421 500-2      | (OCLC 1305068327)                                                                                  |
| 24    | 1988  | Hautbois et violon                    | Black (en), Frank Peter Zimmermann ; English Chamber Orchestra, dir. Jeffrey Tate                                                      | EMI CDC 7498622                    | (OCLC 699031402 et 1355352539)                                                                     |
| 25    | 1989  | 2 pianos                              | Güher et Süher Pekinel ; dir. Robert James                                                                                             | CBS MK45579                        | |
| 26    | 1989  | Hautbois et violon                    | Paul Goodwin, Elizabeth Wallfisch (en). The King's Consort, dir. Robert King                                                           | Hyperion CDH55347                  | (OCLC 1171110521)                                                                                  |
| 27    | 1991  | Hautbois et violon                    | Anthony Robson, Elizabeth Wallfisch (et dir.) ; Orchestra of the Age of Enlightenment                                                  | Virgin CDC 5 45095 2               | (OCLC 32068964)                                                                                    |
| 28    | 1992  | 2 clavecins                           | Christine Schornsheim, Thalheim ; Neues Bachisches Collegium Musicum, dir. Burkhard Glaetzner (en)                                     | Brilliant Classics 94421/99360/7   | (OCLC 1244546598)                                                                                  |
| 29    | 1993  | 2 clavecins                           | Gustav Leonhardt, Bob van Asperen ; Melante Amsterdam                                                                                  | Virgin 5 61716 2                   | (OCLC 886522977 et 1183666881)                                                                     |
| 30    | 1995  | Hautbois et violon                    | François Leleux, Viktoria Mullova ; Mullova Ensemble                                                                                   | Philips 446 675-2                  | (OCLC 35782616)                                                                                    |
| 31    | 1996  | 2 violons                             | Andrew Manze, Rachel Podger ; Academy of Ancient Music                                                                                 | HM 907155                          | (OCLC 1042330095)                                                                                  |
| 32    | 1996  | Hautbois et violon                    | Christian Hommel, Lisa Stewart ; Orchestre de chambre de Cologne, dir. Helmut Müller-Brühl                                             | Naxos                              | (OCLC 780714014 et 1027373495)                                                                     |
| 33    | 1996  | 2 clavecins                           | Robert Hill, Michel Behringer ; Orchestre de chambre de Cologne, dir. Helmut Müller-Brühl                                              | Naxos 8.554 217-2                  | (OCLC )                                                                                            |
| 34    | 1998  | 2 pianos                              | Güher et Süher Pekinel ; Jacques Loussier Trio                                                                                         | Teldec 8573-80823-2                | |
| 35    | 1999  | 2 clavecins                           | Bernward Lohr, Ludger Rémy (et dir.) ; Musica Alta Ripa                                                                                | MDG 309 0685-2                     | (OCLC 164595329)                                                                                   |
| 36    | 1999  | Hautbois et violon                    | Marcel Ponseele, Ryo Terakado ; Bach Collegium Japan, dir. Masaaki Suzuki                                                              | BIS CD-961                         | (OCLC 732098818) Reconstruction : Wilfried Fischer                                                 |
| 37    | 2000  | Hautbois et violon                    | Ingo Goritzki (en), Christoph Poppen (en) ; Bach-Collegium Stuttgart, dir. Helmuth Rilling                                             | Hänssler 92 131                    | |
| 38    | 2000  | Hautbois et violon                    | Albrecht Mayer, Rainer Kussmaul ; Berliner Barock Solisten                                                                             | Koch 3-1491-2                      | (OCLC 1183598948)                                                                                  |
| 39    | 2000  | Hautbois et violon                    | Kreeft, Heberlin ; Netherlands Bach Ensemble, dir. Koetsveld                                                                           | Brilliant Classics 99360/9         | (OCLC 810484879)                                                                                   |
| 40    | 2000  | Hautbois et violon                    | Albrecht Mayer, Nigel Kennedy ; Orchestre philharmonique de Berlin                                                                     | EMI 6290572                        | (OCLC 1184287025)                                                                                  |
| 41    | 2001  | Hautbois et violon                    | Clara Dent et Benjamin Hudson ; Orchestre de chambre de Stuttgart                                                                      | Tacet 111                          | (OCLC 1246251000)                                                                                  |
| 42    | 2003  | Hautbois et violon                    | Allan Vogel, Hilary Hahn ; Orchestre de chambre de Los Angeles, dir. Jeffrey Kahane                                                    | SACD DG                            | (OCLC 53095925)                                                                                    |
| 43    | 2003  | 2 pianos                              | Güher et Süher Pekinel ; Orchestre de chambre de Zurich, dir. Howard Griffiths (en)                                                    | Warner 2564 61950-2                | (OCLC 873592121)                                                                                   |
| 44    | 2004  | orgue et clavecin                     | Fabio Ciofini, Markku Mäkinen ; Ensemble Opus X                                                                                        | La Botega Discantiga 117           | (OCLC 976435913)                                                                                   |
| 45    | 2004  | Hautbois et violon                    | Xenia Löffler, Midori Seiler ; Akademie für Alte Musik Berlin, dir. Stephan Mai                                                        | Harmonia Mundi HM 901876           | (OCLC 1310845772)                                                                                  |
| 46    | 2006  | 2 clavecins                           | Menno van Delf, Pieter-Jan Belder (et dir.) ; Musica Amphion                                                                           | Brilliant Classics 93187           | (OCLC 956268836)                                                                                   |
| 47    | 2007  | 2 clavecins                           | Adam Pearl, Arthur Haas | Plectra PL20901                    | (OCLC 496038622)                                                                                   |
| 48    | 2008  | Hautbois et violon                    | Andrey Rubtsov, Julia Fischer ; Academy of St Martin in the Fields                                                                     | SACD Decca 478 0650                | (OCLC 1083833056)                                                                                  |
| 49    | 2010  | Trompette et violon                   | Gábor Boldoczki, Kristóf Baráti ; Orchestre de chambre Franz Liszt                                                                     | Sony 88697724182                   | |
| 50    | 2010  | Hautbois et violon                    | Emily Pailthorpe, Maya Koch ; London Conchord Ensemble                                                                                 | Champs Hill Records                | (OCLC 811454336)                                                                                   |
| 51    | 2011  | Hautbois et violon                    | Abberger, Jeanne Lamon (et dir.) ; Tafelmusik                                                                                          | Analekta 29878                     | |
| 52    | 2011  | Hautbois et violon                    | Antoine Torunczyk, Manfredo Kraemer ; Concerto Copenhagen, dir. Lars Ulrik Mortensen                                                   | CPO 777 904-2/555299-2 (intégrale) | (OCLC 1223042656)                                                                                  |
| 53    | 2012  | Hautbois et violon                    | Alexandra Bellamy, Rachel Podger ; Brecon Baroque                                                                                      | SACD Channel Classics CCS SA 34113 | (OCLC 997444580)                                                                                   |
| 54    | 2012  | Clavecin et violon                    | Ottavio Dantone, Viktoria Mullova ; Accademia Bizantina                                                                                | Onyx 4114                          | (OCLC 874794352)                                                                                   |
| 55    | 2013  | 2 clavecins                           | Lars Ulrik Mortensen, Trevor Pinnock ; Concerto Copenhagen                                                                             | CPO 777 681-2/555299-2 (intégrale) | (OCLC 985461446 et 1223042656)                                                                     |
| 56    | 2013  | Hautbois et violon                    | Andrius Puskunigis, Simona Venslovaité ; Saint Christopher Chamber Orchestra (Vilnius), dir. Donatas Katkus                            | Brilliant Classics 94991           | (OCLC 1237147145)                                                                                  |
| 57    | 2013  | Hautbois et violon                    | Gonzalo X. Ruiz (en), Monica Huggett ; Portland Baroque Orchestra                                                                      | Avie Records 2324                  | (OCLC 906202685)                                                                                   |
| 58    | 2013  | Hautbois et violon                    | Ramón Ortega Quero, Janine Jansen | Decca                              | (OCLC 887458196)                                                                                   |
| 59    | 2014  | Hautbois et violon                    | François Leleux, Lisa Batiashvili ; Orchestre de chambre de la radio bavaroise                                                         | DG 479 2479                        | (OCLC 1184708793)                                                                                  |
| 60    | 2014  | Hautbois et violon                    | Alfredo et Cecilia Bernardini ; Dunedin Consort, dir. John Butt                                                                        | Linn CKD519                        | (OCLC 987618644)                                                                                   |
| 61    | 2014  | 2 clavecins                           | Pierre Hantaï, Aapo Häkkinen ; Orchestre baroque d'Helsinki                                                                            | AEolus AE 10087                    | (OCLC 1090431918)                                                                                  |
| 62    | 2015  | Hautbois et violon                    | München Barock Solisten, dir. Dorothea Seel                                                                                            | Hänssler 16006                     | (OCLC 960461901)                                                                                   |
| 63    | 2015  | Hautbois et violon                    | Charles Hamann, Pinchas Zukerman (et dir.) ; Orchestre du Centre national des arts                                                     | Analekta 28783                     | (OCLC 992988364)                                                                                   |
| 64    | 2017  | 2 violons                             | Frank Peter Zimmermann et Serge Zimmermann ; Berliner Barock Solisten                                                                  | Hänssler 17046                     | (OCLC 1025275055)                                                                                  |
| 65    | 2017  | Hautbois et violon                    | Héloïse Gaillard, Alice Piérot ; Amarillis                                                                                             | Évidence Classics EVCD032          | (OCLC 1375677613)                                                                                  |
| 66    | 2018  | Hautbois et violon                    | Xenia Löffler, Isabelle Faust ; Akademie für Alte Musik Berlin                                                                         | HM HMM 902335.36                   | (OCLC 1099543698)                                                                                  |
| 67    | 2018  | Violon et violoncelle                 | Mario Brunello, Giuliano Carmignola ; dell’Annunciata, dir. Riccardo Doni                                                              | Arcana A472                        | (OCLC 1225133452)                                                                                  |
| 68    | 2018  | Hautbois et violon                    | Bettina Simon, Zsolt Kalló (et dir.) ; Capella Savaria                                                                                 | Hungaroton HCD 32836               | (OCLC 1152173471)                                                                                  |
| 69    | 2018  | 2 clavecins                           | Olivier Fortin, Emmanuel Frankenberg ; Ensemble Masques                                                                                | Alpha 572                          | (OCLC 1202708088)                                                                                  |
| 70    | 2018  | 2 pianos                              | Emmanuel Christien, David Fray (et dir.) ; Ensemble de cordes de l'Orchestre du Capitole de Toulouse                                   | Erato                              | (OCLC 1099472159)                                                                                  |
| 71    | 2018  | 2 pianos                              | Evgeni Koroliov, Ljupka Hadzi Georgieva ; Kammerakademie Potsdam                                                                       | Alpha 446                          | (OCLC 1273651937)                                                                                  |
| 72    | 2019  | 2 pianos                              | Maurizio Baglini, Andrea Padova, Marco Scolastra, I Solisti Filarmonici Italiani, Federico Guglielmo, Gianluca Luisi, Marcello Mazzoni | Decca                              | (OCLC 1257286534)                                                                                  |
| 73    | 2020  | violon et flûte                       | Krzysztof Kaczka, Jarosław Nadrzycki ; L'Appassionata, violon et dir. Lorenzo Gugole                                                   | Hänssler HC21020                   | (OCLC 1292735342)                                                                                  |
| 74    | 2020  | Hautbois et violon                    | Clara Blessing, Gernot Süssmuth (et dir.) ; Thüringer Bach Collegium                                                                   | Audite CD 97790                    | (OCLC 1267595060)                                                                                  |
| 75    | 2021  | 2 clavecins                           | Andrea Buccarella, Francesco Corti ; Il pomo d’oro                                                                                     | Pantatone PTC 5186 966             | |
| 76    | 2021  | Hautbois et violon                    | Matthew Jennejohn, Julia Wedman ; L’Harmonie des saisons, dir. Eric Milnes                                                             | Atma Classics ACD22853             | (OCLC 1347277205)                                                                                  |
| 77    | 2021  | 2 clavecins                           | Jörg Halubek (en), Il Gusto Barocco | Berlin Classics 0302630BC          | (OCLC 1313918015)                                                                                  |
| 78    | 2025  | Hautbois et violon                    | Charles Hamann, James Ehnes (et dir.) ; Orchestre du centre national des arts du Canada                                                | Analekta AN28893-4                 | (OCLC 1512070412) Intégrale des Concertos pour violon.                                             |